# 渡辺守綱

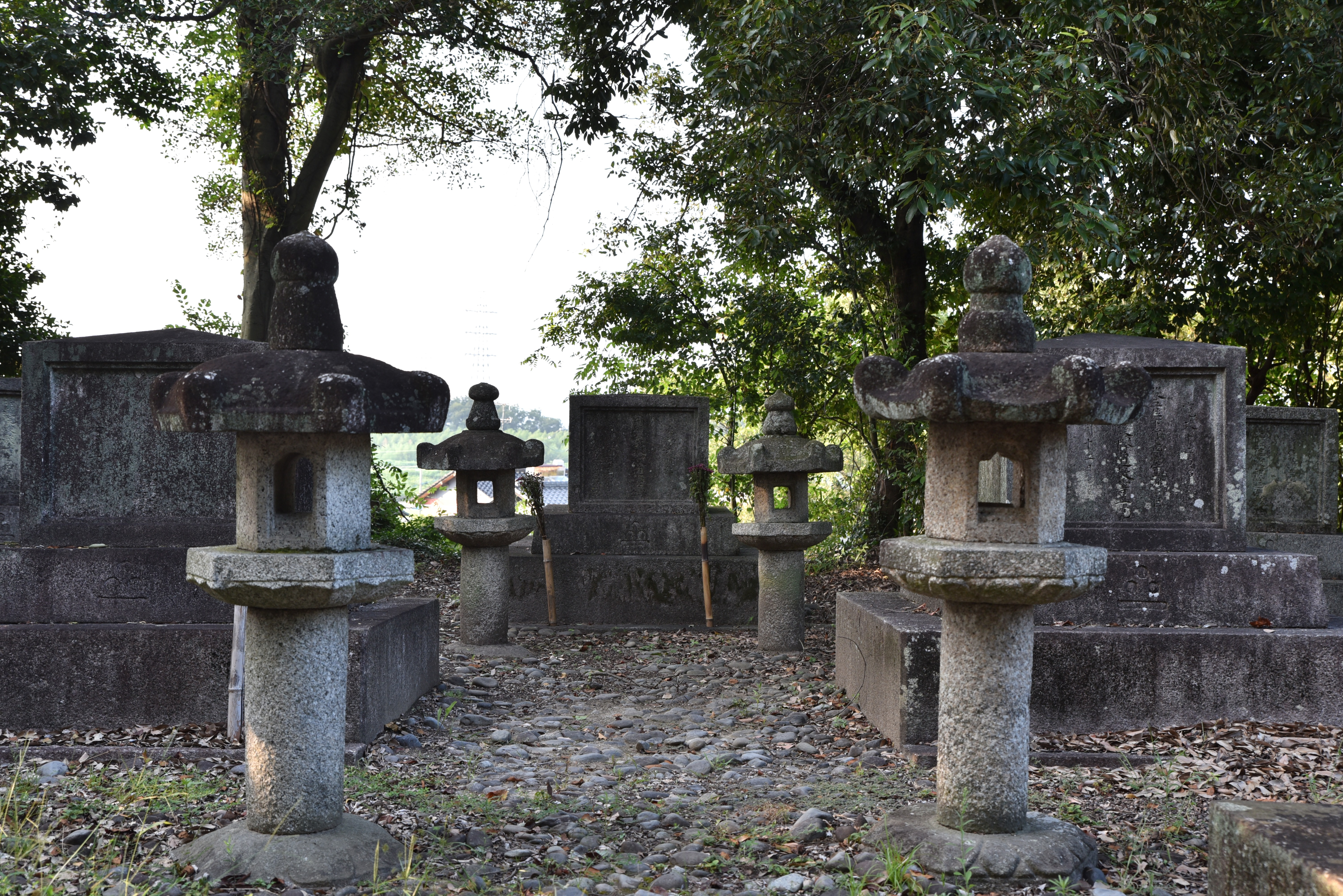
中央奥が渡辺守綱の墓（守綱寺）

渡辺 守綱（わたなべ もりつな）は、戦国時代から江戸時代前期にかけての武将。徳川氏の家臣。江戸幕府旗本・尾張藩付家老。三河国寺部城城主。徳川十六神将の一人。

## 出自
三河渡辺氏は、松平氏の譜代家臣で、平安時代の嵯峨源氏の武将・渡辺綱の後裔を称し、渡辺綱の次男の筒井久の孫・渡辺伝の後裔と伝わる。

## 生涯
三河国額田郡浦部村（現在の愛知県岡崎市）出身。守綱は、若い頃から同年生まれの松平家康（のちの徳川家康）に16歳で仕え17歳で初陣した。槍が得手であり、永禄5年（1562年）の三河国八幡の合戦で今川氏家臣・板倉重定に敗れた際、後尾にあって奮戦した事以来「槍半蔵」と呼ばれ、「鬼半蔵」の服部正成と並び称された。
しかし、熱心な一向宗（本願寺）の門徒だったので、翌永禄6年（1563年）に勃発した三河一向一揆において、蜂屋貞次（半之丞）ら他の門徒家臣と同じく家康に背き、一向一揆に加わった。一揆が家康によって破られると反逆を許され帰参し、以後は家康の主要な戦いの大半に参加。姉川の戦いでは、旗本一番槍をあげるなどの戦功を重ね、旗本足軽頭として出陣した三方ヶ原の戦い、長篠の戦い、小牧・長久手の戦いでは先鋒を務めた。なお、長篠の戦いでは山本勘助の嫡子・菅助を討ち取った。
天正18年（1590年）、徳川氏が三河から関東地方に移封されると、武蔵国比企郡に3,000石を与えられた。慶長5年（1600年）には長年の功績を賞せられて1,000石を加増、騎馬同心30人の給分6,000石を付属させられ、足軽100人の組頭となった。
慶長13年（1608年）、家康の直命によって尾張藩主に封ぜられた家康の九男・徳川義直の付家老に転じ、武蔵の4,000石に加えて尾張国岩作（愛知県長久手市岩作）で尾張藩より5,000石、三河寺部（豊田市寺部町）で幕府より5,000石を与えられ、併せて1万4,000石を領して寺部城を居城とした。慶長19年（1614年）の大坂冬の陣、翌慶長20年（1615年）の大坂夏の陣に出陣して藩主・義直の初陣を後見。元和2年（1616年）の家康死後、領国尾張に入った義直を直に補佐し、元和6年（1620年）に名古屋で死去した。享年79。
のちに、その功績から家康配下の徳川十六神将の一人として顕彰された。

## 系譜
- 父：渡辺源五左衛門高綱
- 母：渡辺八右衛門義綱の娘
- 弟：渡辺半十郎政綱（新左衛門、同じく徳川家康に仕えて長篠の戦いで真田源太左衛門信綱を討ち取る等の手柄を立てた）
- 室：平岩新左衛門親重の娘（平岩主計頭親吉の妹）
  - 長男：渡辺半蔵重綱（尾張藩家老）
  - 次男：渡辺図書助宗綱（大身旗本）
  - 三男：渡辺源太左衛門成綱（旗本）
  - 女子：渡辺新左衛門秀綱（尾張藩士）室
  - 女子：三田九郎次郎室
  - 女子：渡辺五右衛門室
  - 女子：彦坂平助忠元室

子孫は寺部に1万石を領して尾張藩家老として続き、嫡男・重綱の五男・吉綱に始まる分家は、和泉国伯太藩（大阪府和泉市）で1万3000石の大名となった。同じく分家には、守綱の三男・渡辺図書助宗綱を祖とする大身旗本で、幕末には田安徳川家および一橋徳川家の家老を務めた渡辺図書家、江戸南町奉行を務めた後に大目付を務めたが、後に八丈島に流された旗本・渡辺大隅守綱貞家、実弟・渡辺半十郎政綱に始まり、代々尾張徳川家で年寄等の要職を務めたが、明治維新に尾張藩内佐幕派の領袖として青松葉事件で処刑された渡辺半十郎（新左衛門）家、新左衛門家と同じく代々尾張藩の要職を務めた守綱三男の源五左衛門成綱に始まる渡辺半九郎（源五左衛門）家、紀州徳川家の家老を務めた渡辺若狭守家および渡辺主水家などがある。

## 関連作品
映画
柳生連也斎 秘伝月影抄（1956年 演：香川良介）
テレビドラマ
徳川家康（1983年 演：加藤精三）
どうする家康（2023年 演：木村昴）
小説
仁志耕一郎「二人の半蔵」（講談社 『家康の遺言』に収録）